# Beloved
Beloved er et Electronica/Pop-band fra Storbritannien.

## Diskografi
- Happiness (1989)
- Blissed out (1990)
- Conscience (1992)

| Musikgruppe | Spire Denne artikel om en britisk musikgruppe er en spire som bør udbygges. Du er velkommen til at hjælpe Wikipedia ved at udvide den. |